# Pycnonotus plumosus
Pycnonotus plumosus là một loài chim trong họ Pycnonotidae.
Loài này phân bố ở Brunei, Indonesia, Malaysia, Myanmar, Philippines, Singapore, Thái Lan và Việt Nam. Môi trường sống tự nhiên của chúng là rừng ẩm vùng đất thấp nhiệt đới hoặc cận nhiệt đới. Pycnonotus cinereifrons trước đây được coi là một phân loài của loài này.